# Karlskogamålaren
Karlskogamålaren är ett anonymnamn för mästaren till de omkring 1610 tillkomna målningarna i Karlskoga kyrka.
Karlskogamålaren har målat tak och väggar i sakristian i en dekor av geometriska indelningar med frukt, blommotiv och figurer med stildrag från sengotik, Vasarenässans och barock som har sammansmälts till en harmonisk enhet. Färgerna är brunt, ljusrött, mörkrött, ockra, grått och grönt. Karlskogamålaren var en skolad målare och bör ha utfört målningar på andra orter, men man har förgäves sökt efter bevarade kyrkliga eller profana målningar liknande de i Karlskoga kyrka.
Närmst i stil är målningarna i Hertig Karls kammare på Gripsholms slott, som dock är så mycket tidigare att deras upphovsman inte kan vara identisk med men möjligen lärare till Karlskogamålaren. I Knista kyrka finns målningar från 1617 som står Karlskogamålaren mycket nära och även Lidingö kyrkas dekoration visar vissa likheter dock inte så nära att man med säkerhet kan tillskriva Karlskogamålaren målningen. 
Arbetet i Karlskoga kyrka är signerat P.I.S.  